# Stormyrtjärnen (Borgsjö socken, Medelpad)
Stormyrtjärnen är en sjö i Ånge kommun i Medelpad och ingår i Ljungans huvudavrinningsområde. Stormyrtjärnen ligger i Stormyran-Lommyran Natura 2000-område.